# Luis Clemente Pouthier
Luis Clemente Pouthier fue un marino francés que sirvió en la armada de su nación y en la del Imperio del Brasil durante su guerra contra la República Argentina.

## Biografía
Luis Clemente Pouthier (Clément Pouthier), ingresó al servicio de la armada de Francia.
Mientras servía en la fragata Arêthuse, a instancias de su hermano, comandante del corsario L'Emprehendedor Clemente Pouthier desertó con otros marineros a los que había convencido y pasó como corsario al servicio del Brasil. Aprovechando las normas relativas a la restricción del comercio de esclavos los hermanos actuaron en las costas africanas hasta que, comprometidos por la captura de la goleta francesa L'Aline en Cabinda, debieron permanecer en Brasil hasta que un tribunal de presas falló en su contra.
Habiéndose apoderado ilegalmente del bergantín goleta Escudero en aguas africanas, su propietario el español Juan Ferroesla le entabló juicio ante el Supremo Consejo Militar de Justicia del Imperio, siendo condenado a entregar la nave, ser dado de baja, sufrir cinco años de prisión en fortaleza y pagar las costas del proceso.
Sin embargo, la comunicación correspondiente fue cursada el 15 de febrero de 1827 por el marqués de Maceye al almirante Rodrigo Pinto Guedes, un día después de su partida al mando del mismo Escudeiro en la expedición a Carmen de Patagones comandada por James Shepherd y Guillermo Eyre.
Para el 3 de marzo, con la Duquesa de Goyaz varada impidiendo el paso de la Constança y la Itaparica también varada, la Escudeiro de Pouthier era la única nave imperial que podía maniobrar. Entre los días 4 y 5 Sheperd dividió sus fuerzas haciendo avanzar a Pothier con la liberada Constança a la estancia de Rial conduciendo atestadas a bordo al grueso de sus tropas. En la madrugada del 6 se produjo el desembarco. Mientras Sheperd enfrentaba la derrota y muerte en el combate del Cerro de la Caballada contra los gauchos de José Luis Molina y los milicianos del subteniente Sebastián Olivera, en las primeras horas de la mañana los buques argentinos se dirigieron contra los imperiales,
Santiago Jorge Bynnon, seguido de Juan Soulin y James Harris se aproximaron a la Escudeiro, recibiendo la sumaca argentina "un fuego horroroso de su cañón de colisa de a 24""
La Bella Flor siguió no obstante avanzando hasta ponerse a tiro de fusil, seguida de la Emperatriz y la Chiquilla (Soulin). En ese momento quedó desmontada la pieza giratoria de la Escudeiro y Pouthier resultó herido. El historiador Carranza relata que "Desmontada su pieza giratoria y ya impotente para seguir en la defensa, atraviesa con su espada al desgraciado que pretende arriar la bandera confiada a su honor". Finalmente Pouthier fue amarrado por sus subalternos quienes rindieron la nave, la cual fue abordada por Bynnon.
Tras la dura derrota sufrida en la Batalla de Carmen de Patagones Pouthier permaneció prisionero hasta que consiguió fugarse. Un relato de la época señala que nervioso y desesperado se paseaba por su calabozo hasta el punto de transformar el piso en una verdadera zanja. Tras escapar en 1828 y concluida la guerra, Pouthier pasó a la marina mercante de su país adoptivo.
En 1829 y 1830 comandaba el bergantín de 137 tn Lobo, propiedad de Joze Geraldo Scares Lobo, dedicado al comercio entre Río de Janeiro y la costa africana y al tráfico de esclavos. En diciembre de 1829 fue detenido por buques de bandera británica transportando 86 esclavos a Bahía y en junio de 1830 79 esclavos desde la costa occidental a Río.
La Escudeiro, rebautizada Patagones y bajo el mando de Jorge Luis Love efectuó un crucero de 4 meses frente a las costas de Brasil, pero al intentar audazmente en dos oportunidades el abordaje del bergantín de guerra imperial Pedro I, muerto Love y herido su oficial Juan Bautista Thorne fue recapturada.